# Liste der Monuments historiques in Coussegrey
Die Liste der Monuments historiques in Coussegrey führt die Monuments historiques in der französischen Gemeinde Coussegrey auf.

## Liste der Immobilien
| Bezeichnung        | Beschreibung                                                                              | Standort                  | Kennzeichnung | Schutzstatus | Datum | Bild           |
| ------------------ | ----------------------------------------------------------------------------------------- | ------------------------- | ------------- | ------------ | ----- | -------------- |
| Kapelle St-Jacques | Altar mit Grablegungsgruppe und Hochkreuz, 1538 errichtet, in deutlich jüngerem Schutzbau | nördlich des Ortes (Lage) | PA00078093    | Inscrit      | 1925  | weitere Bilder |

## Liste der Objekte
| Bezeichnung                           | Beschreibung                                                                                         | Standort                                              | Kennzeichnung | Schutzstatus | Datum | Bild           |
| ------------------------------------- | --- | ----------------------------------------------------- | ------------- | ------------ | ----- | -------------- |
| Grablegungsgruppe                     | Kalkstein, um 1538                                                                                   | in der Kapelle St-Jacques (Lage)                      | PM10004892    | Inscrit      | 1925  | weitere Bilder |
| Kruzifix                              | auf der Rückseite: Madonna mit Kind; Kalkstein, 16. oder frühes 17. Jahrhundert                      | in der Kirche Notre-Dame-de-l’Assomption (Lage)       | PM10004890    | Inscrit      | 1974  |                |
| Skulptur Erzengel Michael             | Kalkstein, farbig gefasst, um 1600                                                                   | in der Kirche Notre-Dame-de-l’Assomption (Lage)       | PM10000649    | Classé       | 1960  |                |
| Skulptur Heiliger Edmund              | Kalkstein und Holz, farbig gefasst, 16. Jahrhundert                                                  | in der Kirche Notre-Dame-de-l’Assomption (Lage)       | PM10000650    | Classé       | 1960  |                |
| Relief Erweckung des Lazarus          | Kalkstein, bezeichnet 1554                                                                           | außen an der Kirche Notre-Dame-de-l’Assomption (Lage) | PM10000637    | Classé       | 1908  |                |
| Skulptur Heilige Regina               | Kalkstein, farbig gefasst, vermutlich von 1549                                                       | in der Kirche Notre-Dame-de-l’Assomption (Lage)       | PM10000638    | Classé       | 1955  |                |
| Skulptur Heilige Katharina            | Kalkstein, farbig gefasst, 16. Jahrhundert                                                           | in der Kirche Notre-Dame-de-l’Assomption (Lage)       | PM10000646    | Classé       | 1960  |                |
| Skulptur Johannes der Täufer          | Kalkstein, farbig gefasst, um 1600                                                                   | in der Kirche Notre-Dame-de-l’Assomption (Lage)       | PM10000648    | Classé       | 1960  |                |
| Skulptur Heiliger Fiacrius            | Kalkstein, farbig gefasst, 16. Jahrhundert                                                           | in der Kirche Notre-Dame-de-l’Assomption (Lage)       | PM10004887    | Inscrit      | 1974  |                |
| Gemälde Heiliger Jakobus der Ältere   | Ölfarbe auf Leinwand, 18. Jahrhundert; nach Hendrick Goltzius                                        | in der Kirche Notre-Dame-de-l’Assomption (Lage)       | PM10003450    | Classé       | 1995  |                |
| Skulptur Heiliger Quintinus           | Kalkstein, farbig gefasst, 16. Jahrhundert                                                           | in der Kirche Notre-Dame-de-l’Assomption (Lage)       | PM10000641    | Classé       | 1955  |                |
| Pietà                                 | Kalkstein, farbig gefasst, 16. oder 17. Jahrhundert                                                  | in der Kirche Notre-Dame-de-l’Assomption (Lage)       | PM10000642    | Classé       | 1960  |                |
| Skulptur Verkündigungsmadonna         | Kalkstein, farbig gefasst, 1540                                                                      | in der Kirche Notre-Dame-de-l’Assomption (Lage)       | PM10000643    | Classé       | 1960  |                |
| Skulptur Heiliger Sebastian           | Kalkstein, farbig gefasst, 16. Jahrhundert                                                           | in der Kirche Notre-Dame-de-l’Assomption (Lage)       | PM10000651    | Classé       | 1960  |                |
| Hauptaltar                            | Altartisch, Altaraufbau und Altarstufen; Holz, farbig gefasst, 18. Jahrhundert; zugehörig PM10004880 | in der Kirche Notre-Dame-de-l’Assomption (Lage)       | PM10004941    | Inscrit      | 1984  |                |
| Retabel                               | Kalkstein, farbig gefasst, 17. Jahrhundert                                                           | in der Kirche Notre-Dame-de-l’Assomption (Lage)       | PM10004880    | Inscrit      | 1984  |                |
| Kanzel                                | Holz, 18. Jahrhundert                                                                                | in der Kirche Notre-Dame-de-l’Assomption (Lage)       | PM10004891    | Inscrit      | 1974  |                |
| Skulptur Heiliger Stephan             | Kalkstein, farbig gefasst, zweite Hälfte des 16. Jahrhunderts                                        | in der Kirche Notre-Dame-de-l’Assomption (Lage)       | PM10000652    | Classé       | 1960  |                |
| Zelebrantenstuhl                      | Holz, 18. Jahrhundert                                                                                | in der Kirche Notre-Dame-de-l’Assomption (Lage)       | PM10004888    | Inscrit      | 1974  |                |
| Skulptur Heiliger Eligius             | Kalkstein, farbig gefasst, bezeichnet 1668                                                           | in der Kirche Notre-Dame-de-l’Assomption (Lage)       | PM10004889    | Inscrit      | 1974  |                |
| Skulptur Madonna mit Kind             | Kalkstein, farbig gefasst, Mitte des 16. Jahrhunderts                                                | in der Kirche Notre-Dame-de-l’Assomption (Lage)       | PM10000636    | Classé       | 1908  |                |
| Skulptur Heiliger Rochus              | Kalkstein, farbig gefasst, 16. oder 17. Jahrhundert                                                  | in der Kirche Notre-Dame-de-l’Assomption (Lage)       | PM10000639    | Classé       | 1955  |                |
| Skulptur Unterweisung Mariens         | Kalkstein, farbig gefasst, Mitte des 16. Jahrhunderts                                                | in der Kirche Notre-Dame-de-l’Assomption (Lage)       | PM10000640    | Classé       | 1955  |                |
| Skulptur Heiliger Jakobus der Ältere  | mit Stifterfigur; Kalkstein, farbig gefasst, 16. Jahrhundert                                         | in der Kirche Notre-Dame-de-l’Assomption (Lage)       | PM10000644    | Classé       | 1960  |                |
| Skulptur Heiliger Antonius der Ältere | Kalkstein, farbig gefasst, 16. Jahrhundert                                                           | in der Kirche Notre-Dame-de-l’Assomption (Lage)       | PM10000645    | Classé       | 1960  |                |
| Skulptur Heilige Genoveva             | Kalkstein, farbig gefasst, bezeichnet 1549                                                           | in der Kirche Notre-Dame-de-l’Assomption (Lage)       | PM10000647    | Classé       | 1960  |                |